# Olympische Sommerspiele 2024/Teilnehmer (Aserbaidschan)
| Gelbes Symbol für Goldmedaillen mit stilisierten Olympischen Ringen | Graues Symbol für Silbermedaillen mit stilisierten Olympischen Ringen | Braundes Symbol für Bronzemedaillen mit stilisierten Olympischen Ringen |
| ------------------------------------------------------------------- | --------------------------------------------------------------------- | ----------------------------------------------------------------------- |
| 2                                                                   | 2                                                                     | 3                                                                       |

Aserbaidschan nahm an den Olympischen Spielen 2024 vom 26. Juli bis zum 11. August 2024 in Paris mit 48 Athleten (28 Männer, 20 Frauen) teil. Es war die insgesamt achte Teilnahme an Olympischen Sommerspielen.

## Medaillen

### Medaillenspiegel
| Rang   | Sportart  | Gold | Silber | Bronze | Gesamt |
| ------ | --------- | ---- | ------ | ------ | ------ |
| 1      | Judo      | 2    | –      | –      | 2      |
| 2      | Boxen     | –    | 1      | –      | 1      |
| 2      | Taekwondo | –    | 1      | –      | 1      |
| 4      | Ringen    | –    | –      | 3      | 3      |
| Gesamt | Gesamt    | 2    | 2      | 3      | 7      |

### Medaillengewinner
| Name/n                   | Sportart  | Wettkampf                                    |
| ------------------------ | --------- | -------------------------------------------- |
| Gold                     |           |                                              |
| Hidayət Heydərov         | Judo      | Männer, Klasse bis 73 kg                     |
| Zelym Kotsoiev           | Judo      | Männer, Klasse bis 100 kg                    |
| Silber                   |           |                                              |
| Loren Alfonso            | Boxen     | Männer, Klasse bis 92 kg                     |
| Gashim Magomedov         | Taekwondo | Männer, Klasse bis 58 kg                     |
| Bronze                   |           |                                              |
| Magomedchan Magomedow    | Ringen    | Männer, Freistil, Klasse bis 97 kg           |
| Giorgi Meschwildischwili | Ringen    | Männer, Freistil, Klasse bis 125 kg          |
| Həsrət Cəfərov           | Ringen    | Männer, griechisch-römisch, Klasse bis 67 kg |

## Teilnehmer nach Sportarten

### Badminton
Über die Race-to-Paris-Rangliste erhielten zwei Spieler für die beiden Einzelwettbewerbe einen Startplatz.
| Athleten                | Wettbewerb | Gruppenphase  | Gruppenphase       | Gruppenphase | Gruppenphase | Achtelfinale  | Achtelfinale  | Viertelfinale | Viertelfinale | Halbfinale    | Halbfinale    | Finale / Platz 3 | Finale / Platz 3 | Rang |
| Athleten                | Wettbewerb | Gegner        | Ergebnis           | Punkte       | Rang         | Gegner        | Ergebnis      | Gegner        | Ergebnis      | Gegner        | Ergebnis      | Gegner           | Ergebnis         | Rang |
| ----------------------- | ---------- | ------------- | ------------------ | ------------ | ------------ | ------------- | ------------- | ------------- | ------------- | ------------- | ------------- | ---------------- | ---------------- | ---- |
| Frauen                  |            |               |                    |              |              |               |               |               |               |               |               |                  |                  |      |
| Keisha Fatimah Az Zahra | Einzel     | He B.         | 0:2 (8:21, 7:21)   | 0            | 3            | ausgeschieden | ausgeschieden | ausgeschieden | ausgeschieden | ausgeschieden | ausgeschieden | ausgeschieden    | ausgeschieden    | 27   |
| Keisha Fatimah Az Zahra | Einzel     | K. Gilmour    | 0:2 (13:21, 11:21) | 0            | 3            | ausgeschieden | ausgeschieden | ausgeschieden | ausgeschieden | ausgeschieden | ausgeschieden | ausgeschieden    | ausgeschieden    | 27   |
| Männer                  |            |               |                    |              |              |               |               |               |               |               |               |                  |                  |      |
| Ade Resky Dwicahyo      | Einzel     | C. V. Filimon | 2:0 (21:18, 21:11) | 1            | 2            | ausgeschieden | ausgeschieden | ausgeschieden | ausgeschieden | ausgeschieden | ausgeschieden | ausgeschieden    | ausgeschieden    | 14   |
| Ade Resky Dwicahyo      | Einzel     | A. Antonsen   | 0:2 (10:21, 14:21) | 1            | 2            | ausgeschieden | ausgeschieden | ausgeschieden | ausgeschieden | ausgeschieden | ausgeschieden | ausgeschieden    | ausgeschieden    | 14   |

### Basketball

#### 3×3-Basketball
Die aserbaidschanischen 3x3-Frauen gewannen das Qualifikationsturnier in Hongkong und qualifizierten sich damit erstmals für die Olympischen Spiele.
| Wettbewerb   | Frauen |
| ------------ | --- |
| Athleten     | Tiffany Hayes Alexandra Mollenhauer Dina Ulyanova Marcedes Walker                                                                |
| Gruppenphase | Spanien (16–18) Vereinigte Staaten (20–17) Frankreich (10–15) Deutschland (8–12) Australien (12–21) China (21–19) Kanada (19–21) |
| Play-in      | ausgeschieden |
| Halbfinale   | ausgeschieden |
| Finale       | ausgeschieden |
| Rang         | 7 |

### Bogenschießen
Beim finalen Qualifikationsturnier in Antalya konnte ein Startplatz für den Einzelwettbewerb der Frauen gewonnen werden.
| Athleten            | Wettbewerb | Qualifikation | Qualifikation | 1. Runde | 1. Runde | 2. Runde   | 2. Runde | Achtelfinale  | Achtelfinale  | Viertelfinale | Viertelfinale | Halbfinale    | Halbfinale    | Finale / Platz 3 | Finale / Platz 3 | Rang |
| Athleten            | Wettbewerb | Ringe         | Rang          | Gegner   | Ergebnis | Gegner     | Ergebnis | Gegner        | Ergebnis      | Gegner        | Ergebnis      | Gegner        | Ergebnis      | Gegner           | Ergebnis         | Rang |
| ------------------- | ---------- | ------------- | ------------- | -------- | -------- | ---------- | -------- | ------------- | ------------- | ------------- | ------------- | ------------- | ------------- | ---------------- | ---------------- | ---- |
| Frauen              |            |               |               |          |          |            |          |               |               |               |               |               |               |                  |                  |      |
| Yaylagül Ramazanova | Einzel     | 647 SB        | 39            | An Q.    | 6:5      | M. Kroppen | 2:6      | ausgeschieden | ausgeschieden | ausgeschieden | ausgeschieden | ausgeschieden | ausgeschieden | ausgeschieden    | ausgeschieden    | 17   |

### Boxen
Durch ihre Ergebnisse bei den Europaspielen 2023 konnten sich Murad Allahverdiyev und Məhəmməd Abdullayev ein Ticket für die Olympischen Spiele sichern. Zudem konnte sich Nicat Hüseynov beim ersten internationalen Qualifikationsturnier einen Startplatz erkämpfen. Zwei weitere Boxer kamen beim zweiten internationalen Qualifikationsturnier hinzu.
| Athleten            | Wettbewerb         | 1. Runde | 1. Runde | Achtelfinale  | Achtelfinale | Viertelfinale | Viertelfinale | Halbfinale    | Halbfinale    | Finale        | Finale        | Rang   |
| Athleten            | Wettbewerb         | Gegner   | Ergebnis | Gegner        | Ergebnis     | Gegner        | Ergebnis      | Gegner        | Ergebnis      | Gegner        | Ergebnis      | Rang   |
| ------------------- | ------------------ | -------- | -------- | ------------- | ------------ | ------------- | ------------- | ------------- | ------------- | ------------- | ------------- | ------ |
| Männer              |                    |          |          |               |              |               |               |               |               |               |               |        |
| Nicat Hüseynov      | Klasse bis 51 kg   | Freilos  | Freilos  | Y. Alcántara  | 0:5          | ausgeschieden | ausgeschieden | ausgeschieden | ausgeschieden | ausgeschieden | ausgeschieden | 9      |
| Malik Həsənov       | Klasse bis 63,5 kg | Freilos  | Freilos  | L. Guruli     | 0:5          | ausgeschieden | ausgeschieden | ausgeschieden | ausgeschieden | ausgeschieden | ausgeschieden | 9      |
| Murad Allahverdiyev | Klasse bis 80 kg   | Freilos  | Freilos  | A. Oraby      | 5:0          | N. Oralbai    | 0:5           | ausgeschieden | ausgeschieden | ausgeschieden | ausgeschieden | 5      |
| Loren Alfonso       | Klasse bis 92 kg   | —        | —        | J. C. La Cruz | 3:2          | A. Oralbai    | 3:2           | E. Reyes      | 4:1           | L. Mullajonov | 0:5           | Silber |
| Məhəmməd Abdullayev | Klasse ab 92 kg    | —        | —        | N. Tiafack    | 0:5          | ausgeschieden | ausgeschieden | ausgeschieden | ausgeschieden | ausgeschieden | ausgeschieden | 9      |

### Fechten
Durch die Neuverteilung eines ungenutzten Gastgeberstartplatzes erhielt Anna Bashta einen Startplatz für das Säbelfechten der Frauen.
| Athleten    | Wettbewerb   | 1. Runde | 1. Runde | 2. Runde | 2. Runde | Achtelfinale | Achtelfinale | Viertelfinale | Viertelfinale | Halbfinale / Klassifikation | Halbfinale / Klassifikation | Finale / Platzierung | Finale / Platzierung | Rang |
| Athleten    | Wettbewerb   | Gegner   | Ergebnis | Gegner   | Ergebnis | Gegner       | Ergebnis     | Gegner        | Ergebnis      | Gegner                      | Ergebnis                    | Gegner               | Ergebnis             | Rang |
| ----------- | ------------ | -------- | -------- | -------- | -------- | ------------ | ------------ | ------------- | ------------- | --------------------------- | --------------------------- | -------------------- | -------------------- | ---- |
| Frauen      |              |          |          |          |          |              |              |               |               |                             |                             |                      |                      |      |
| Anna Bashta | Säbel Einzel | Freilos  | Freilos  | Yang H.  | 15:9     | O. Charlan   | 6:15         | ausgeschieden | ausgeschieden | ausgeschieden               | ausgeschieden               | ausgeschieden        | ausgeschieden        | 15   |

### Judo
Über die IJF-Weltrangliste konnten sich neun aserbaidschanische Judokas qualifizieren.
| Athleten             | Wettbewerb         | 1. Runde     | 1. Runde | 2. Runde | 2. Runde | Achtelfinale     | Achtelfinale  | Viertelfinale | Viertelfinale | Halbfinale / Trostrunde | Halbfinale / Trostrunde | Finale / Platz 3 | Finale / Platz 3 | Rang |
| Athleten             | Wettbewerb         | Gegner       | Ergebnis | Gegner   | Ergebnis | Gegner           | Ergebnis      | Gegner        | Ergebnis      | Gegner                  | Ergebnis                | Gegner           | Ergebnis         | Rang |
| -------------------- | ------------------ | ------------ | -------- | -------- | -------- | ---------------- | ------------- | ------------- | ------------- | ----------------------- | ----------------------- | ---------------- | ---------------- | ---- |
| Frauen               |                    |              |          |          |          |                  |               |               |               |                         |                         |                  |                  |      |
| Leyla Əliyeva        | Klasse bis 48 kg   | K. Kurbonova | 0s1:1s1  | —        | —        | ausgeschieden    | ausgeschieden | ausgeschieden | ausgeschieden | ausgeschieden           | ausgeschieden           | ausgeschieden    | ausgeschieden    | 17   |
| Gültac Məmmədəliyeva | Klasse bis 52 kg   | A. Delgado   | 0s2:1s2  | —        | —        | ausgeschieden    | ausgeschieden | ausgeschieden | ausgeschieden | ausgeschieden           | ausgeschieden           | ausgeschieden    | ausgeschieden    | 17   |
| Männer               |                    |              |          |          |          |                  |               |               |               |                         |                         |                  |                  |      |
| Balabəy Ağayev       | Klasse bis 60 kg   | Freilos      | Freilos  | —        | —        | Kim W.-j.        | 0s3:10s1      | ausgeschieden | ausgeschieden | ausgeschieden           | ausgeschieden           | ausgeschieden    | ausgeschieden    | 9    |
| Yaşar Nəcəfov        | Klasse bis 66 kg   | S. Bunčić    | 0s2:1s2  | —        | —        | ausgeschieden    | ausgeschieden | ausgeschieden | ausgeschieden | ausgeschieden           | ausgeschieden           | ausgeschieden    | ausgeschieden    | 17   |
| Hidayət Heydərov     | Klasse bis 73 kg   | Freilos      | Freilos  | —        | —        | T. Butbul        | 10:0s3        | A. Margelidon | 10s2:0s2      | A. Gjakova              | 1s2:0s2                 | J.-B. Gaba       | 10s2:0s2         | Gold |
| Zəlim Tçqayev        | Klasse bis 81 kg   | Freilos      | Freilos  | A. Djalo | 0:10s1   | ausgeschieden    | ausgeschieden | ausgeschieden | ausgeschieden | ausgeschieden           | ausgeschieden           | ausgeschieden    | ausgeschieden    | 17   |
| Elcan Hacıyev        | Klasse bis 90 kg   | M. Özerler   | 1s2:0s2  | —        | —        | M. Ngayap Hambou | 0s1:10s2      | ausgeschieden | ausgeschieden | ausgeschieden           | ausgeschieden           | ausgeschieden    | ausgeschieden    | 9    |
| Zelym Kotsoiev       | Klasse bis 100 kg  | Freilos      | Freilos  | —        | —        | P. Kuczera       | 10:0s1        | P. Paltchik   | 1:0           | M. Turoboyev            | 1s1:0s2                 | I. Sulamanidse   | 10s2:1s3         | Gold |
| Ushangi Kokauri      | Klasse über 100 kg | R. Silva     | 10:0s2   | —        | —        | M. Puumalainen   | 10:0s1        | Kim M.-j.     | 0s1:1s1       | A. Granda               | 0s3:10s1                | ausgeschieden    | ausgeschieden    | 7    |

### Leichtathletik
Eine Olympianorm des Weltverbandes erreichte lediglich Hanna Skydan im Hammerwurf der Frauen.
Springen und Werfen
| Athleten     | Wettbewerb | Qualifikation | Qualifikation | Finale     | Finale | Rang |
| Athleten     | Wettbewerb | Weite/Höhe    | Rang          | Weite/Höhe | Rang   | Rang |
| ------------ | ---------- | ------------- | ------------- | ---------- | ------ | ---- |
| Frauen       |            |               |               |            |        |      |
| Hanna Skydan | Hammerwurf | 72,55 m       | 6             | 73,66 m    | 7      | 7    |

### Ringen
Bei den Weltmeisterschaften 2023 konnten aserbaidschanische Ringer Quotenplätze in drei Gewichtsklassen gewinnen. Bei europäischen Qualifikationsturnier in Baku konnten sich fünf weitere Ringer, alles Männer im freien Stil, qualifizieren. Bei der letzten Chance auf Quotenplätze beim finalen Qualifikationsturnier in Istanbul konnten vier weitere Startplätze gewonnen werden.

#### Freier Stil
Legende: G = Gewonnen, V = Verloren, S = Schultersieg
| Athleten                 | Wettbewerb        | Achtelfinale   | Achtelfinale | Viertelfinale | Viertelfinale | Halbfinale          | Halbfinale    | Hoffnungsrunde Halbfinale | Hoffnungsrunde Halbfinale | Hoffnungsrunde Finale | Hoffnungsrunde Finale | Finale        | Finale        | Rang   |
| Athleten                 | Wettbewerb        | Gegner         | Ergebnis     | Gegner        | Ergebnis      | Gegner              | Ergebnis      | Gegner                    | Ergebnis                  | Gegner                | Ergebnis              | Gegner        | Ergebnis      | Rang   |
| ------------------------ | ----------------- | -------------- | ------------ | ------------- | ------------- | ------------------- | ------------- | ------------------------- | ------------------------- | --------------------- | --------------------- | ------------- | ------------- | ------ |
| Frauen                   |                   |                |              |               |               |                     |               |                           |                           |                       |                       |               |               |        |
| Mariya Stadnik           | Klasse bis 50 kg  | A. Blayvas     | 6:2          | O. Dolgorjav  | 4:4V          | ausgeschieden       | ausgeschieden | —                         | —                         | —                     | —                     | ausgeschieden | ausgeschieden | 8      |
| Männer                   |                   |                |              |               |               |                     |               |                           |                           |                       |                       |               |               |        |
| Aliabbas Rzazade         | Klasse bis 57 kg  | G. Abdullayev  | 4:11         | ausgeschieden | ausgeschieden | ausgeschieden       | ausgeschieden | —                         | —                         | —                     | —                     | ausgeschieden | ausgeschieden | 11     |
| Hacı Əliyev              | Klasse bis 65 kg  | A. Gomez       | 7:0          | I. Mussukajew | 3:10          | ausgeschieden       | ausgeschieden | —                         | —                         | —                     | —                     | ausgeschieden | ausgeschieden | 8      |
| Turan Bayramov           | Klasse bis 74 kg  | C. Valiev      | 3:4          | ausgeschieden | ausgeschieden | ausgeschieden       | ausgeschieden | —                         | —                         | —                     | —                     | ausgeschieden | ausgeschieden | 13     |
| Osman Nurməhəmmədov      | Klasse bis 86 kg  | B. Byambasuren | 11:2         | M. Amine      | 14:16         | ausgeschieden       | ausgeschieden | —                         | —                         | —                     | —                     | ausgeschieden | ausgeschieden | 8      |
| Magomedchan Magomedow    | Klasse bis 97 kg  | L. Pérez Sosa  | 9:0          | Z. Baranowski | 7:2           | G. Matscharaschwili | 0:5           | —                         | —                         | M. Mtschedlidse       | 10:0                  | ausgeschieden | ausgeschieden | Bronze |
| Giorgi Meschwildischwili | Klasse bis 125 kg | D. Kamal       | 4:0          | L. Munkhtur   | 12:2          | G. Petriaschwili    | 0:7           | —                         | —                         | R. Baran              | 9:3                   | ausgeschieden | ausgeschieden | Bronze |

#### Griechisch-römischer Stil
Legende: G = Gewonnen, V = Verloren, S = Schultersieg
| Athleten         | Wettbewerb        | Achtelfinale   | Achtelfinale | Viertelfinale | Viertelfinale | Halbfinale     | Halbfinale    | Hoffnungsrunde Halbfinale | Hoffnungsrunde Halbfinale | Hoffnungsrunde Finale | Hoffnungsrunde Finale | Finale        | Finale        | Rang   |
| Athleten         | Wettbewerb        | Gegner         | Ergebnis     | Gegner        | Ergebnis      | Gegner         | Ergebnis      | Gegner                    | Ergebnis                  | Gegner                | Ergebnis              | Gegner        | Ergebnis      | Rang   |
| ---------------- | ----------------- | -------------- | ------------ | ------------- | ------------- | -------------- | ------------- | ------------------------- | ------------------------- | --------------------- | --------------------- | ------------- | ------------- | ------ |
| Männer           |                   |                |              |               |               |                |               |                           |                           |                       |                       |               |               |        |
| Murad Məmmədov   | Klasse bis 60 kg  | R. Rodríguez   | 5:6          | ausgeschieden | ausgeschieden | ausgeschieden  | ausgeschieden | —                         | —                         | —                     | —                     | ausgeschieden | ausgeschieden | 13     |
| Həsrət Cəfərov   | Klasse bis 67 kg  | M. El-Sayed    | 9:0          | V. Petic      | 3:1           | P. Nassibow    | 3:3V          | —                         | —                         | A. Ismailow           | 8:0                   | ausgeschieden | ausgeschieden | Bronze |
| Sənan Süleymanov | Klasse bis 77 kg  | A. Mnazakanjan | 2:0          | Z. Lévai      | 1G:1          | D. Schadyrajew | 1:6           | —                         | —                         | A. Machmudow          | 5:6                   | ausgeschieden | ausgeschieden | 5      |
| Rafiq Hüseynov   | Klasse bis 87 kg  | D. Losonczi    | 2:5          | ausgeschieden | ausgeschieden | ausgeschieden  | ausgeschieden | —                         | —                         | —                     | —                     | ausgeschieden | ausgeschieden | 11     |
| Sabah Şəriəti    | Klasse bis 130 kg | H. Nabi        | 1G:1         | Ä. Sysdyqow   | 4:0           | M. López       | 1:4           | —                         | —                         | A. Mirzazadeh         | 0:4                   | ausgeschieden | ausgeschieden | 5      |

### Rudern
Über die europäische Qualifikationsregatta erhielt Aserbaidschan einen Startplatz im Einer der Frauen.
| Athleten        | Wettbewerb | Vorlauf     | Vorlauf | Vorlauf       | Hoffnungslauf | Hoffnungslauf | Hoffnungslauf | Viertelfinale | Viertelfinale | Viertelfinale  | Halbfinale  | Halbfinale | Halbfinale    | Finale      | Finale | Rang |
| Athleten        | Wettbewerb | Zeit        | Rang    | Qualifikation | Zeit          | Rang          | Qualifikation | Zeit          | Rang          | Qualifikation  | Zeit        | Rang       | Qualifikation | Zeit        | Rang   | Rang |
| --------------- | ---------- | ----------- | ------- | ------------- | ------------- | ------------- | ------------- | ------------- | ------------- | -------------- | ----------- | ---------- | ------------- | ----------- | ------ | ---- |
| Frauen          |            |             |         |               |               |               |               |               |               |                |             |            |               |             |        |      |
| Diana Dymchenko | Einer      | 7:52,53 min | 3       | Viertelfinale | —             | —             | —             | 7:53,76 min   | 4             | Halbfinale C/D | 7:59,23 min | 3          | C-Finale      | 7:35,19 min | 5      | 17   |

### Schießen
Im noch bis zum 9. Juni 2024 laufenden Qualifikationszeitraum konnte bisher ein Quotenplatz erreicht werden.
| Athleten     | Wettbewerb               | Qualifikation   | Qualifikation | Finale          | Finale        | Rang |
| Athleten     | Wettbewerb               | Ringe/ Scheiben | Rang          | Ringe/ Scheiben | Rang          | Rang |
| ------------ | ------------------------ | --------------- | ------------- | --------------- | ------------- | ---- |
| Männer       |                          |                 |               |                 |               |      |
| Ruslan Lunev | 25 m Schnellfeuerpistole | 580             | 18            | ausgeschieden   | ausgeschieden | 18   |
| Ruslan Lunev | 10 m Luftpistole         | 571             | 24            | ausgeschieden   | ausgeschieden | 24   |

### Schwimmen
| Athleten              | Wettbewerb          | Vorlauf     | Vorlauf | Halbfinale    | Halbfinale    | Finale        | Finale        | Rang |
| Athleten              | Wettbewerb          | Zeit        | Rang    | Zeit          | Rang          | Zeit          | Rang          | Rang |
| --------------------- | ------------------- | ----------- | ------- | ------------- | ------------- | ------------- | ------------- | ---- |
| Frauen                |                     |             |         |               |               |               |               |      |
| Mariam Sheikhalizadeh | 50 m Freistil       | 26,76 s     | 35      | ausgeschieden | ausgeschieden | ausgeschieden | ausgeschieden | 35   |
| Männer                |                     |             |         |               |               |               |               |      |
| Ramil Valizada        | 200 m Schmetterling | 1:59,77 min | 25      | ausgeschieden | ausgeschieden | ausgeschieden | ausgeschieden | 25   |

### Taekwondo
Über die Grand Slam Series konnte Aserbaidschan einen Startplatz im Fliegengewicht der Männer erkämpfen.
| Athleten         | Wettbewerb       | Achtelfinale | Achtelfinale | Viertelfinale | Viertelfinale | Hoffnungsrunde Halbfinale | Hoffnungsrunde Halbfinale | Halbfinale     | Halbfinale | Hoffnungsrunde Finale | Hoffnungsrunde Finale | Finale     | Finale    | Rang   |
| Athleten         | Wettbewerb       | Gegner       | Ergebnis     | Gegner        | Ergebnis      | Gegner                    | Ergebnis                  | Gegner         | Ergebnis   | Gegner                | Ergebnis              | Gegner     | Ergebnis  | Rang   |
| ---------------- | ---------------- | ------------ | ------------ | ------------- | ------------- | ------------------------- | ------------------------- | -------------- | ---------- | --------------------- | --------------------- | ---------- | --------- | ------ |
| Männer           |                  |              |              |               |               |                           |                           |                |            |                       |                       |            |           |        |
| Gashim Magomedov | Klasse bis 58 kg | J. Woolley   | 7:4, 12:7    | A. Vicente    | 11:5, 13:11   | —                         | —                         | V. Dell’Aquila | 9:4, 11:1  | —                     | —                     | Park T.-j. | 0:9, 1:13 | Silber |

### Triathlon
Über die Einzel-Qualifikationsrangliste erhielt Aserbaidschan einen Startplatz bei den Männern.
| Athleten          | Wettbewerb | Zeit      | Rang |
| ----------------- | ---------- | --------- | ---- |
| Männer            |            |           |      |
| Rostislav Pevtsov | Einzel     | 1:50:36 h | 43   |

### Turnen

#### Rhythmische Sportgymnastik
Bei den Weltmeisterschaften 2023 konnte ein Quotenplatz im Mehrkampf Einzel erreicht werden. Die Mannschaft qualifizierte sich über die Europameisterschaften 2024.
| Athletinnen                                                                          | Wettbewerb           | Qualifikation | Qualifikation | Finale        | Finale        | Rang |
| Athletinnen                                                                          | Wettbewerb           | Punkte        | Rang          | Punkte        | Rang          | Rang |
| ------------------------------------------------------------------------------------ | -------------------- | ------------- | ------------- | ------------- | ------------- | ---- |
| Frauen                                                                               |                      |               |               |               |               |      |
| Zöhrə Ağamirova                                                                      | Mehrkampf Einzel     | 117,850       | 19            | ausgeschieden | ausgeschieden | 19   |
| Gullu Aghalarzade Laman Alimuradova Zeynab Hummatova Yelyzaveta Luzan Darya Sorokina | Mehrkampf Mannschaft | 62,000        | 8             | 66,450        | 5             | 5    |

#### Trampolinturnen
Über die Weltcupserie konnte ein Quotenplatz bei den Frauen erreicht werden.
| Athleten         | Wettbewerb | Qualifikation | Qualifikation | Finale        | Finale        | Rang |
| Athleten         | Wettbewerb | Punkte        | Rang          | Punkte        | Rang          | Rang |
| ---------------- | ---------- | ------------- | ------------- | ------------- | ------------- | ---- |
| Frauen           |            |               |               |               |               |      |
| Seljan Mahsudova | Einzel     | 53,750        | 10            | ausgeschieden | ausgeschieden | 10   |